# عنکبوت‌های گرگی
عنکبوت‌های گرگی (نام علمی: Lycosidae) نام یک تیره از infraorder تارتنک‌ریختان است. عنکبوت‌های گرگی اعضای خانواده Lycosidae هستند که از ریشه یونانی lýkos به معنای گرگ گرفته شده است. شکارچیانی تنومند و چابک با دید قوی هستند که عمدتاً تنها زندگی و شکار می‌کنند. بعضی از آنها شکارچیان فرصت‌طلبی هستند که به محض پیدا کردن طعمه به طرفش حمله می‌برند یا حتا در مسافتی کوتاه آن را تعقیب می‌کنند. بعضی دیگر هم منتظر طعمه‌های عبوری می‌مانند یا نزدیک دهانه یک تونل کمین می‌کشند.   